# Biozönose
Eine Biozönose oder Biocoenose (altgriechisch βίος bios, deutsch ‚Leben‘ und κοινός koinós, deutsch ‚gemeinsam‘) ist eine Gemeinschaft von Organismen verschiedener Arten in einem abgrenzbaren Lebensraum (Biotop) bzw. Standort. Biozönose und Biotop bilden zusammen das Ökosystem.
Die Lebewesen einer solchen Lebensgemeinschaft stehen untereinander in zahlreichen Wechselbeziehungen, werden von den abiotischen Umweltfaktoren beeinflusst und wirken auf diese zurück. Durch diese Wechselbeziehung stehen sie in gegenseitigem Abhängigkeitsverhältnis (biozönotischer Konnex). Es entsteht ein biologisches bzw. ökologisches Gleichgewicht. Diese Zusammenhänge werden in der Biozönologie (oder Biozönotik) untersucht, einer Unterdisziplin der Ökologie. Man spricht auch von Synökologie – im Gegensatz zur Autökologie, bei der die ökologischen Beziehungen einzelner Arten betrachtet werden.
Die naturschutzfachlichen Begriffe Arteninventar oder Artenspektrum verweisen auf die Zusammensetzung der Biozönosen bestimmter Ökosysteme.
Der Begriff Biocönose wurde 1877 von Karl August Möbius geprägt, der die auf einer Austernbank lebenden Organismen als eine Lebensgemeinschaft auffasste.

## Charakterisierung von Biozönosen
Je nach Schwerpunkt der Typisierung können Biozönosen anhand unterschiedlicher Taxa charakterisiert werden:
- Eine Phytozönose (Pflanzengemeinschaft) wird durch die in einem Biotop zusammenlebenden Pflanzen verschiedener Arten gebildet. In der Pflanzensoziologie werden zur Charakterisierung von Phytozönosen Pflanzengesellschaften beschrieben, die jeweils durch Charakterarten mit ähnlichen oder gleichen Ansprüchen an ihren Standort gekennzeichnet sind. Beispiel: Die Felsschuttgesellschaft des Hochgebirges mit dem Rundblättrigen Täschelkraut (Thlaspi rotundifolium) wird als die Pflanzengesellschaft Thlaspietea rotundifolii definiert.
- Eine Zoozönose (Tiergemeinschaft) wird durch die in einem Biotop zusammenlebenden Tiere verschiedener Arten gebildet (Beispiel: die Tiergemeinschaft des Ngorongoro-Kraters). Obwohl in bestimmten Biotoptypen typische Zoozönosen vorkommen, die sich ähnlich wie Pflanzengesellschaften als charakteristische Artenkombinationen beschreiben ließen, ist ein ähnliches formalisiertes System in der Zoologie nicht gebräuchlich.
- Eine Mikrobiozönose (Mikrobengesellschaft) stellt die Gesamtheit der in einem Mikrohabitat vorkommenden Mikroorganismen dar. Die Ansprüche und Stoffwechselwege der einzelnen Arten können sehr unterschiedlich sein, da das Stoffwechselendprodukt des einen Mikroorganismus das Substrat für einen anderen Mikroorganismus darstellen kann.

Zönose kann als Oberbegriff für Phytozönose und Zoozönose stehen. Abgegrenzte Teil-Lebensgemeinschaften bestimmter systematischer Ordnung werden allgemein Taxozönosen genannt (Beispiel: Käfer eines Buchenwalds, Moose in Fließgewässern, Vögel einer Agrarlandschaft). Die Bezeichnung nach der jeweils behandelten Gruppe, zum Beispiel Avizönose für die Vogelwelt, ist möglich, aber wenig gebräuchlich. Fasst man Organismen unterschiedlichen systematischen Rangs in Teil-Lebensräumen zusammen (etwa alle Organismen in zersetzendem Holz, alle Koprophagen auf Kot von Huftieren, alle Bewohner der Kronenschicht im tropischen Regenwald) spricht man hingegen eher von Synusien.
Die Arten einer Biozönose besetzen gemäß der Nischentheorie unterschiedliche ökologische Nischen. Arten ähnlicher Lebensweise (Beispiel: alle Samenfresser), die dieselbe Ressource in ähnlicher Art und Weise ausnutzen, werden als Gilden zusammengefasst.

## Wechselwirkungen zwischen den Lebewesen

Auch der Stoffkreislauf ist eine Wechselbeziehung zwischen verschiedenen Tier- oder Pflanzenarten

Man unterscheidet Wechselwirkungen zwischen den Mitgliedern einer Art (intraspezifische Wechselbeziehungen) und Wechselwirkungen zwischen den Mitgliedern verschiedener Arten (interspezifische Wechselbeziehungen).
Diese Wechselwirkungen können Einfluss auf die Überlebens- und Fortpflanzungsfähigkeit des Individuums (Fitness) und damit auch auf die Entwicklung der Populationsdichte einer Art in einem Ökosystem haben (siehe Populationsökologie).
Zu den Beziehungen gehören Nahrungs-, Transport- und Schutzbeziehungen.
Mögliche Auswirkungen der Wechselbeziehungen zwischen zwei Arten auf die Populationsdichte:
- Der Trivialfall, dass zwei Arten im selben Lebensraum sich nicht gegenseitig beeinflussen, ist auf Grund der Komplexität von Ökosystemen sehr schwer nachzuweisen. Er ist möglicherweise dann gegeben, wenn sich zum Beispiel Zugvögel mit unterschiedlichen ökologischen Ansprüchen auf der Wanderung über Nacht auf einem Rastplatz sammeln.
- Eine Art zieht Nutzen aus der Beziehung, die andere wird nicht beeinflusst. Je nach Grad der Abhängigkeit unterscheidet man Pro-, Para- und Metabiosen. Beispiele: Karpose, Kommensalismus.
- Symbiose: Beide Arten ziehen Nutzen aus der Beziehung (Symbiose im engeren Sinn, siehe Mutualismus).
- Antibiose:
  - Eine Art wird geschädigt, ohne dass die andere Art einen Vor- oder Nachteil davon hätte. Beispiel: Wenn schwere Huftiere häufig denselben Weg gehen, zerstören sie auf ihrem Wechsel die Vegetation (Amensalismus).
  - Beide Arten werden durch die Beziehungen benachteiligt (Konkurrenz).
  - Eine Art zieht Nutzen aus der Beziehung, schädigt aber gleichzeitig die andere Art. Beispiele: Prädation, Parasitismus.

## Stabilität
Biozönosen stellen ein dynamisches System dar, das sich beständig ändert. Dynamik und Struktur der Lebensgemeinschaft wird durch die trophische Struktur bestimmt. Bleiben Individuen- und Artenzahlen über einen längeren Zeitraum konstant, befindet sich das Ökosystem im ökologischen Gleichgewicht beziehungsweise im Fließgleichgewicht.
Auf die Vegetation bezogen handelt es sich dann um eine Klimaxgesellschaft. Veränderungen der Umweltbedingungen oder der Artenzusammensetzung können aber eine Biozönose rasch verändern. Dabei können einer verbreiteten Hypothese zufolge artenreiche Ökosysteme Veränderungen besser kompensieren als artenarme, sie sind stabiler. Der Zusammenhang zwischen Artenreichtum und Stabilität ist aber in der ökologischen Forschung umstritten, z. B. weil es Gegenbeispiele gibt – sehr artenarme, dabei aber stabile Lebensgemeinschaften. So ist etwa jede Klimaxvegetation immer artenärmer als die vorhergehenden Biozönosen im Laufe der natürlichen Sukzessionsabfolge. Die größte Pflanzenvielfalt findet sich nach der Pionierphase der Besiedlung, wenn die Arten noch um die erfolgreichste Besetzung aller ökologischen Nischen konkurrieren. Der „Erfolg“ einer Biozönose kann unter anderem aus einer möglichst hohen Biomasse-Produktion abgeleitet werden.

## Wechselnde Zugehörigkeiten
Eine Art kann – insbesondere wenn sie Wanderungen durchführt – Angehörige verschiedener Biozönosen sein. So gehören junge Flussaale im Meer als Weidenblattlarven zum Plankton, später als Glasaale zum Nekton und schließlich zum Nekton eines Flusses oder Sees. Die Zugehörigkeit zu einer Biozönose kann sich demnach auch im Verlauf der verschiedenen Entwicklungsstadien ändern. Zum Beispiel sind die meisten Krebse als Nauplius- oder Zoea-Larven Teil des Planktons, leben als erwachsene Tiere aber am oder im Gewässerboden und gehören somit zum Benthos. Ähnlich verhält es sich bei vielen Muscheln und Borstenwürmern.

## Biozönotische Grundprinzipien
- Je vielfältiger die ökologischen Nischen eines Biotops sind, desto artenreicher ist die Biozönose (siehe Tropenwälder).

Der Zusammenhang gilt auch umgekehrt: Je mehr Arten, desto mehr Nischen. Zum Beispiel entstehen in einer Biozönose mit vielen Pflanzenarten normalerweise viele Nischen für Phytophagen. Ökologische Bedingungen für nischenreiche Systeme zu formulieren ist nicht einfach. Wichtig scheint zu sein, dass die interspezifische Konkurrenz die Lebensgemeinschaft nicht entscheidend dominiert.
- Je mehr sich die abiotischen Faktoren eines Biotops vom physiologischen Optimum der meisten Arten entfernen, desto artenärmer, aber auch individuenreicher ist die Biozönose, die Organismen dieser Lebensgemeinschaften sind meist hochspezialisiert (Salzseen, Schwermetallrasen).
- Je langsamer und kontinuierlicher sich die Lebensbedingungen in einem Biotop verändert haben, desto artenreicher ist seine Biozönose (Korallenriffe).

## Evolution
Die intensiven Wechselbeziehungen, vor allem die Nahrungsbeziehungen, fördern die Evolution und damit die Anpassung der Arten an die biotischen und abiotischen Faktoren eines Ökosystems. Von Koevolution spricht man, wenn  bei zwei Arten eine gegenseitige Anpassung aneinander erfolgt (z. B. System Bestäuber – Blüte). Koevolution fördert die Spezialisierung von Arten und erhöht damit tendenziell den Artenreichtum von Biozönosen.

## Paläontologie
In einer Thanatocoenose („Grabgemeinschaft“), sind die Überreste von Organismen einer Biozönose eingelagert und fossiliert.